# كوشاق قيا (أديامان)
كوشاق قيا (بالكردية: Şêxler‏) (بالتركية: Kuşakkaya)‏ هي قرية كرديّة تتبع إداريّاً لمديرية أديامان في محافظة أديامان التركية الواقعة في جنوب شرق الأناضول. وبلغ عدد سكانها 365 نسمة في عام 2021.